# Callicostella saxatilis
Callicostella saxatilis är en bladmossart som beskrevs av Georg Friedrich von Jaeger 1877. Callicostella saxatilis ingår i släktet Callicostella och familjen Hookeriaceae. Inga underarter finns listade i Catalogue of Life.